# Camponotus intrepidus
Camponotus intrepidus é uma espécie de inseto do gênero Camponotus, pertencente à família Formicidae.